# Nadur
Nadur a máltai Gozo szigetének második legnépesebb helyi tanácsa. Lakossága 4181 fő (2005). Neve arab eredetű, máltai nyelven kilátóhelyet (más forrás szerint megfigyelni) jelent. A tanács községen kívüli részei: Ta' Hida a Ramla Baybe vezető út mentén, és San Blas a hasonló nevű öbölnél, Ta' Kenuna a hasonló nevű torony körül.

## Története

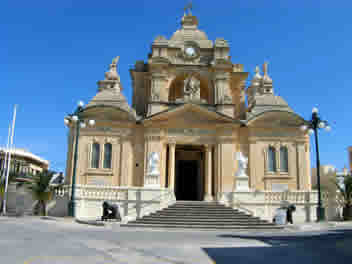
Szent Péter és Pál bazilika

Nem maradt fenn írásos vagy régészeti emlék Nadur első lakosairól. Annyi biztos, hogy Ta' Hida és San Blas már jóval a plébánia létrehozása előtt lakott volt. Ezen a néven 1534-ben szerepel először. Rengeteg találgatás ellenére korai történetéből az egyetlen emlék egy 1744-ben talált bronz Apollo-szobor.
Mint a neve is jelzi, a hely fontos volt a kalózok elleni védelem szempontjából. A Jeruzsálemi Szent János Ispotályos Lovagrend nagymestere, Nicolas Cotoner tornyot építtetett a Daħlet Qorrot- és a San Blas-öblök közötti kiszögellésre, ezt ma Ta' Sopu Towerként ismerik. Az 1667-es összeírásban 37 háztartásban 178 lakosát említik. Brichelot és Bremond 1718-ban kiadott térképén szerepel a San Blas-öböl (Cala S. Biagio). 1848-ban a britek még egy tornyot (Kenuna Tower) építettek a területen.
Az 1960-as évek óta a községben jelentős számú bevándorló él, elsősorban az Amerikai Egyesült Államokból, Kanadából, Ausztráliából és Nagy-Britanniából. 1993 óta Málta 68 helyi tanácsának egyike.
A tanács uniós finanszírozással több projektek valósított meg az elmúlt években: konferenciát szervezett olasz és máltai önkormányzatok részére a testvérvárosi kapcsolatok előnyeiről, lehetőséget adva egyúttal a kapcsolatok felvételére is. 2007. márciusában a római Associazione Italiana Giuristi Europei igazságügyi szervezettel közösen továbbképzést tartottak bírók számára. Ugyanekkor a Római Szerződés aláírásának 50. évfordulója kapcsán a község különböző rendezvényeknek adott otthont.

## Önkormányzata
Nadurt öttagú helyi tanács irányítja. A jelenlegi, hetedik tanács 2012 óta van hivatalban.
Polgármesterei:
- Joseph Tabone (1993-1996)
- Eucharist Camilleri (1996-1999)
- Dr. Chris Said (1999-2008)
- Miriam Portelli (2008-2012)
- Charles Frank Said (Nemzeti Párt, 2012-)

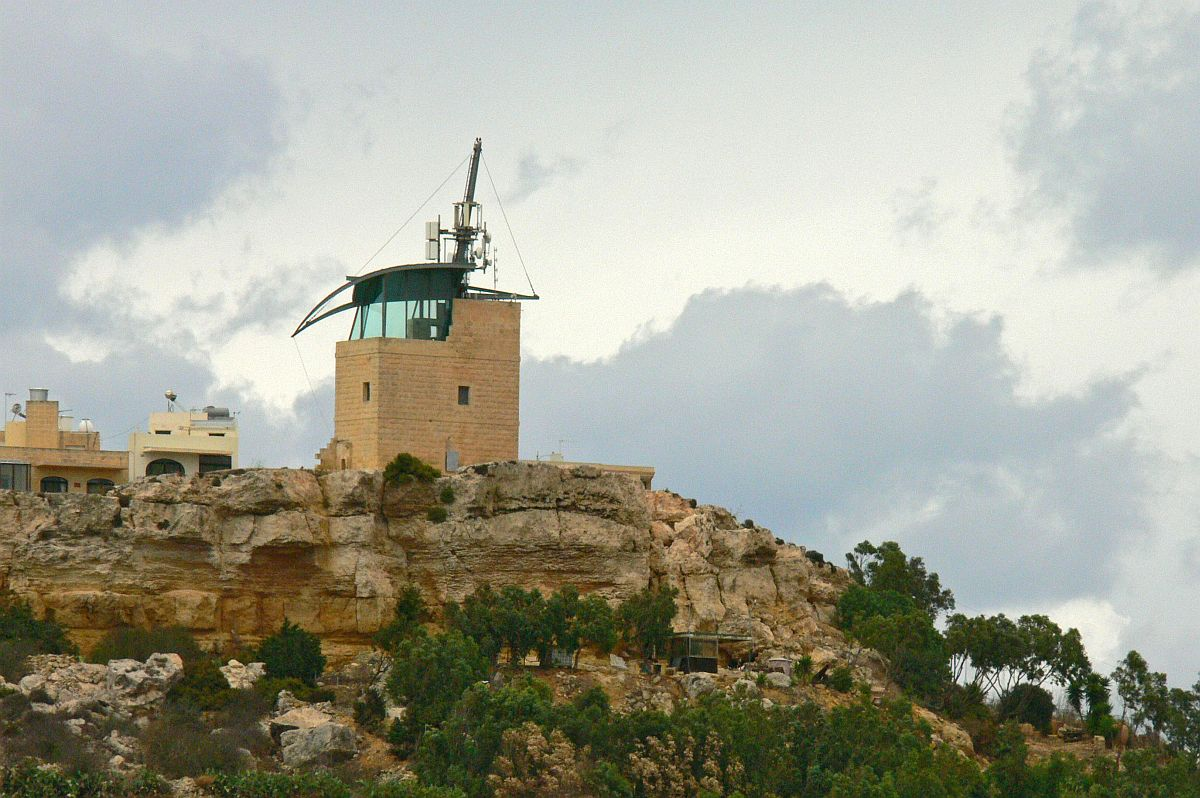
A Ta' Kenuna torony

## Nevezetességei

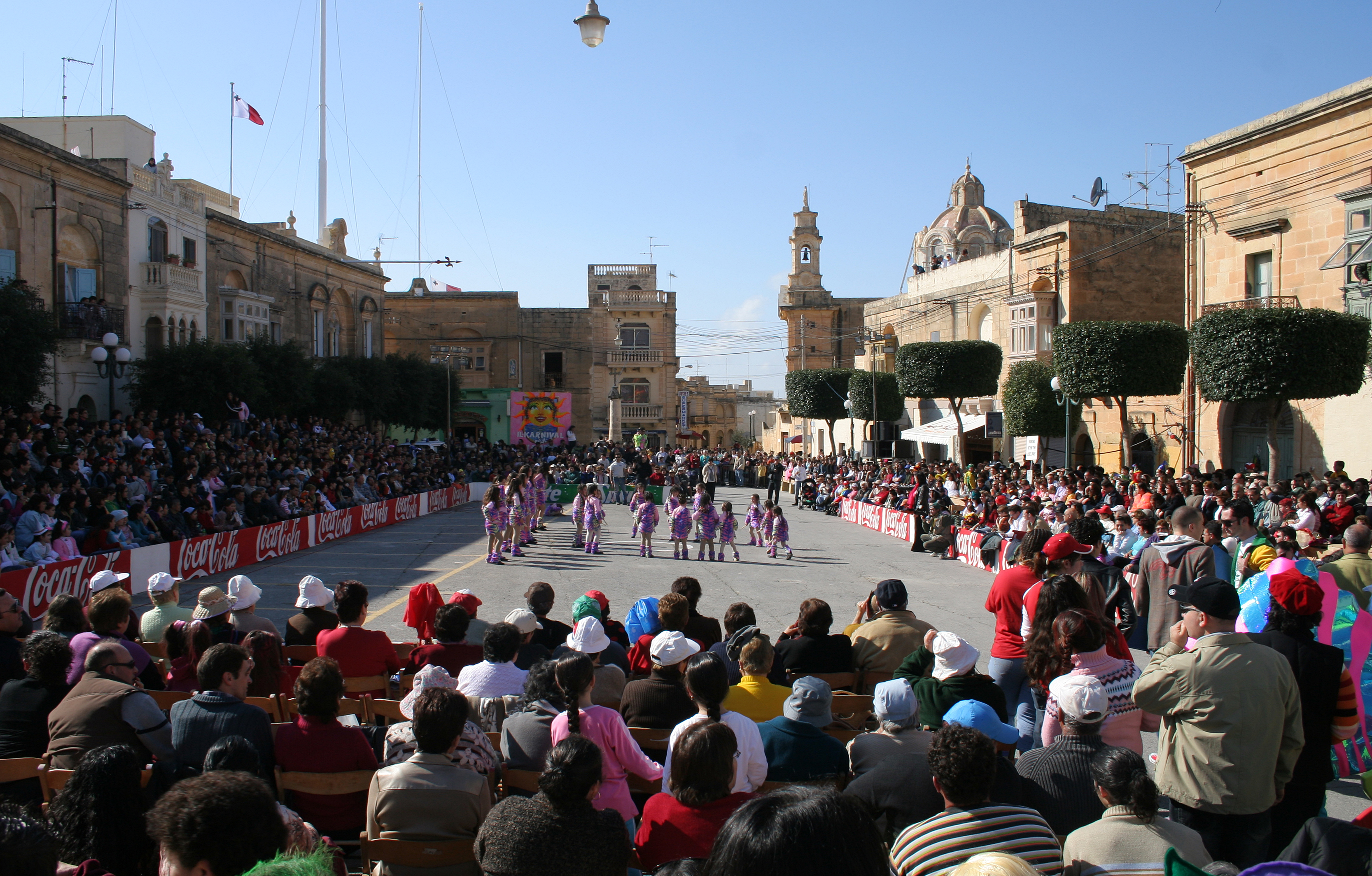
Nadur Carnival

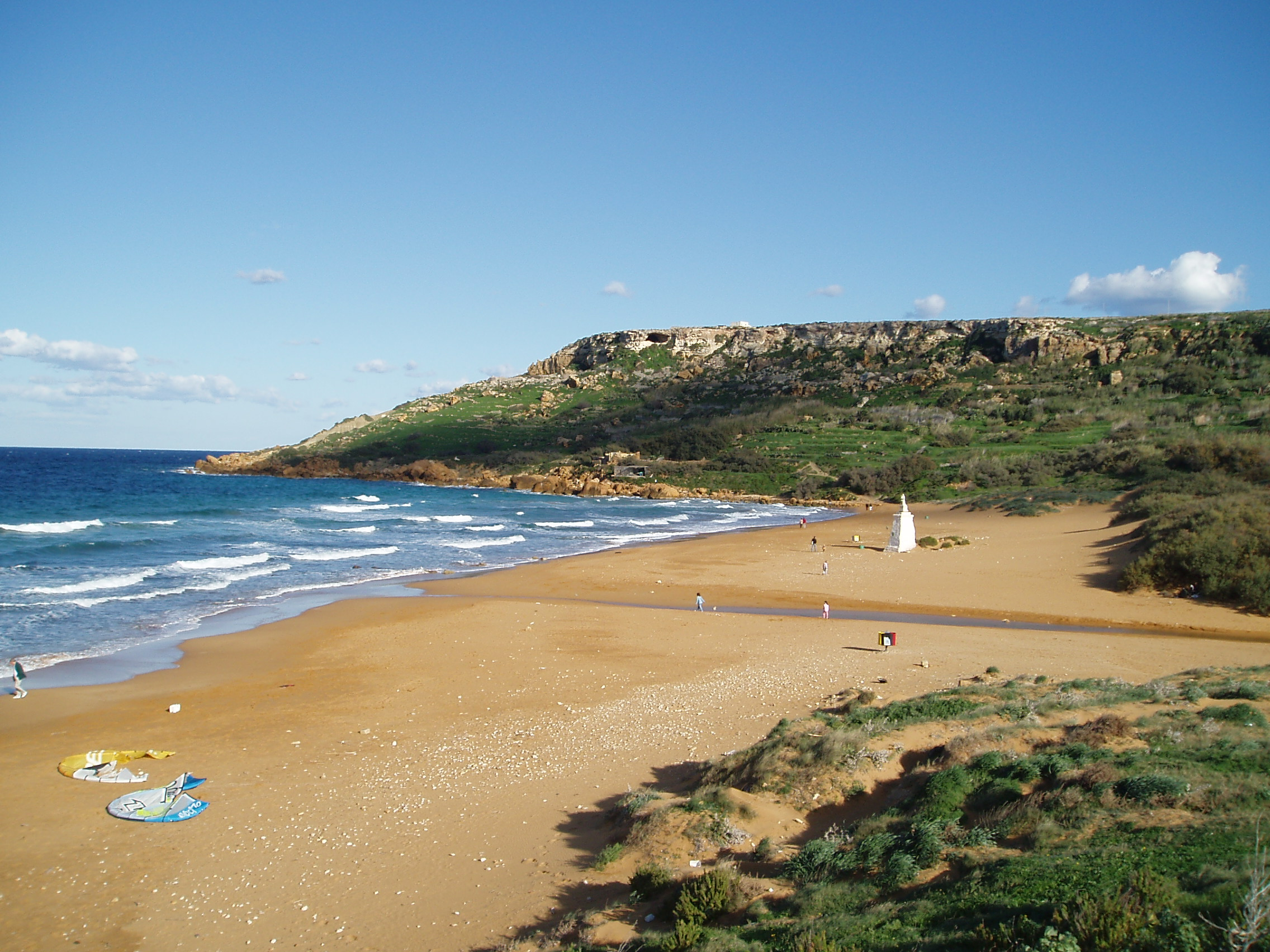
Ramla-öböl

- Szt. Péter és Pál bazilika (San Pietru & San Pawl, St. Peter & St. Paul): 1760. szeptember 28-án kezdték építeni Giuseppe Bonnici tervei alapján. 1907-ben átépítették, ekkor kapta mai kupoláját, oltárait és homlokzatát.
- Ta' Karkanja (Szent Szív, Sacred heart)-templom
- Ta' Sopu Tower: Gozo egyik legfontosabb őrtornya (San Blas városrész)
- Ta' Kenuna torony: Az 1848-ban épült torony a két sziget közti távírókapcsolatot biztosította
- Kelinu Grima Maritime Museum
- Háborús óvóhely (war shelter)
- Maltese Garden: Az egyik legszebb kilátás a szigeten.
- Ramla-öböl (Ta' Hida)
- Daħlet Qorrot-öböl (San Blas)
- San Blas-öböl (San Blas)
- Nadur mellett játszódik a Ta' Xħajma barlangja című legenda[6]

## Kultúra és sport
Hagyományos ünnepe az Mnarja (június 29). Band clubja a Soċjetà Filarmonika Mnarja.
Labdarúgó-klubja a Nadur Youngsters Football Club, a 2009/2010-es gozói bajnokság harmadik helyezettje.

## Gazdaság
Nadur Gozo egyik legtermékenyebb része. Lakóinak jelentős része ma is földműves, terményeik, főként gyümölcsök, eljutnak egész Máltára. Nadur az ország legnagyobb citrustermesztő-helye. Jelentős megélhetési forrás a halászat is.

## Közlekedés
Az mġarri kikötőből a 303-as busz jár Rabat buszpályaudvaráig a községen keresztül. Érinti még a 302-es (Rabat-Xagħra) és a 322-es járat (Marsalforn-Mġarr).
Autóval mindössze 2 km-re van a komptól.